# Vatnefjorden
Vatnefjorden er en fjordarm af Midfjorden og Romsdalsfjorden i den tidligere Haram, nu Ålesund kommune på Sunnmøre  i Møre og Romsdal fylke i Norge. Fjorden er 8 kilometer lang og går mod syd til bygdecenteret Vatne, som den er opkaldt efter. Fjorden har indløb mellem Baralsnest i vest og Ørsneset i øst. Ternøya ligger midt i indløbet og syd for den ligger Meøya og Løvøya.
Riksvei 661 går langs østsiden af fjorden, mens Fylkesvej 145 går langs vestsiden. 
Den ydre del er tre kilometer bred, mens indre del er mindre end en kilometer bred. Fjorden er 113 meter på det dybeste.